# Поїзд смерті
«Поїзд смерті» (англ. Death Train) — телевізійний фільм-бойовик 1993 року.

## Сюжет
Російський генерал Костянтин Бенін і німецький вчений підпільним чином виготовили дві атомні бомби. Бомби розміщуються на викраденому поїзді із заручниками і відправлені до Іраку. Щоб зупинити цей «поїзд смерті» спецагентство боротьби зі злочинністю під егідою ООН надсилає на цю операцію елітний підрозділ.

## У ролях
| Актор          | Роль                          |
| -------------- | ----------------------------- |
| Пірс Броснан   | Майкл Грем                    |
| Патрік Стюарт  | Малкольм Філпот               |
| Александра Пол | Сабріна Карвер                |
| Тед Левайн     | Алекс Тірні                   |
| Крістофер Лі   | генерал Костянтин Бенін       |
| Джон Абінері   | доктор Карл Лейтзінг          |
| Нік Д'Авірро   | майор Геннадій Роденко        |
| Кларк Пітерс   | доктор філософії С.В. Вітлок  |
| Андреас Юнг    | лейтенант Сергій Кольчінський |
| Рон Берглас    | Роджер Флінт                  |